# Charles Edward Swanson
Charles Edward Swanson (* 3. Januar 1879 bei Galesburg,  Knox County, Illinois; † 22. August 1970 in Council Bluffs, Iowa) war ein US-amerikanischer Politiker. Zwischen 1929 und 1933 vertrat er den Bundesstaat Iowa im US-Repräsentantenhaus.

## Werdegang
Im Jahr 1890 kam Charles Swanson mit seinen Eltern nach Iowa, wo sich die Familie auf einer Farm im Ringgold County niederließ. Er besuchte die öffentlichen Schulen in Illinois und Iowa. 1902 absolvierte er das Knox College in Galesburg. In den folgenden Jahren arbeitete Swanson als Lehrer. Nach einem anschließenden Jurastudium an der Northwestern University in Evanston und seiner im Jahr 1907 erfolgten Zulassung als Rechtsanwalt begann er in Council Bluffs in seinem neuen Beruf zu arbeiten. Zwischen 1915 und 1922 war er Bezirksstaatsanwalt im Pottawattamie County.
Politisch war Swanson Mitglied der Republikanischen Partei. 
Bei den Kongresswahlen des Jahres 1928 wurde er im neunten Wahlbezirk von Iowa in das US-Repräsentantenhaus in Washington, D.C. gewählt. Dort trat er am 4. März 1929 die Nachfolge von Earl W. Vincent an. Nach einer Wiederwahl im Jahr 1930 konnte er bis zum 3. März 1933 zwei Legislaturperioden im Kongress absolvieren. Diese Zeit war von Weltwirtschaftskrise überschattet. Kurz vor Ende seiner letzten Legislaturperiode wurde der 20. Verfassungszusatz im Kongress beraten und verabschiedet, der den Beginn und das Ende der Legislaturperioden des Kongresses und der Amtszeiten des US-Präsidenten neu regelte. Bei den Wahlen des Jahres 1932 wurde Swanson von dem Demokraten Guy Gillette geschlagen. Dieser Wahlsieg lag im damaligen Bundestrend zu Gunsten der Demokraten, die mit Franklin D. Roosevelt auch die Präsidentschaftswahlen dieses Jahres gewannen.
1934 bewarb sich Swanson noch einmal erfolglos um eine Rückkehr in das US-Repräsentantenhaus. Ansonsten arbeitete er als Rechtsanwalt. Zwischen 1949 und 1968 war er Vorsitzender der städtischen Steuerkommission von Council Bluffs. Er starb am 22. August 1970.